# 1931 na literatura

## Publicações

### Infantojuvenil
- Monteiro Lobato - Reinações de Narizinho

## Nascimentos
| Data          | Nome              | Profissão                       | Nacionalidade  | Observações | Ref |
| ------------- | ----------------- | ------------------------------- | -------------- | ----------- | --- |
| 30 de maio    | Antonio Gamoneda  | crítico de arte e poeta         | Espanha        |             |     |
| 5 de julho    | António de Macedo | escritor, ensaísta e cineasta   | Portugal       |             |     |
| 15 de julho   | Clive Cussler     | escritor e arqueólogo           | Estados Unidos |             |     |
| 28 de junho   | Jürg Federspiel   | escritor, jornalista e crítico  | Suíça          | m. 2007     |     |
| 10 de outubro | Theo Fischer      | escritor                        | Alemanha       | m. 2013     |     |
| ?             | Juan Calzadilla   | poeta, pintor e crítico de arte | Venezuela      |             |     |

## Mortes
| Data          | Nome                | Profissão                                           | Nacionalidade  | Observações | Ref |
| ------------- | ------------------- | --------------------------------------------------- | -------------- | ----------- | --- |
| 13 de janeiro | Alfredo Luís Campos | professor, escritor e jornalista                    | Portugal       | n. 1856     |     |
| 8 de abril    | Erik Axel Karlfeldt | escritor                                            | Suécia         | n. 1864     |     |
| 10 de abril   | Khalil Gibran       | ensaísta, filósofo, prosador, poeta e conferencista | Líbano         | n. 1883     |     |
| 14 de maio    | David Belasco       | escritor                                            | Estados Unidos | n. 1853     |     |
| 20 de maio    | Alfredo de Mesquita | jornalista, escritor, olisipógrafo e diplomata      | Portugal       | n. 1871     |     |
| 23 de maio    | Roque Callage       | escritor                                            | Brasil         | n. 1888     |     |
| 27 de agosto  | Frank Harris        | autor e editor                                      | Irlanda        | n. 1856     |     |
| 13 de outubro | Ernst Didring       | escritor                                            | Suécia         | n. 1868     |     |

## Prémios literários
- Nobel de Literatura - Erik Axel Karlfeldt.